# John Richardson (politico canadese)
John Alexander Richardson (Peterborough, 1º dicembre 1932 – Peterborough, 2 giugno 2010) è stato un politico, insegnante e militare canadese.
Laureato in economia all'Università di Ottawa e con un master per l'insegnamento conseguito all'Ontario Institute for Studies in Education si arruolò nel Canadian Forces nel 1952, divenendo Brigadier Generale della riserva.
Nel 1961 intraprese la carriera di insegnante, fino a diventare sovrintendente scolastico di Stratford.
Dopo il pensionamento entrò in politica col Partito Liberale, venendo eletto nel 1993 al Parlamento del Canada, venendo poi confermato alle elezioni federali canadesi del 1997 e a quelle del 2000. Si dimise l'11 ottobre 2002, ufficialmente per motivi personali. Si seppe solo in seguito che era malato della malattia di Alzheimer.
Il suo rifiuto di dimettersi quando la malattia aveva cominciato a manifestarsi, seguite dalla perdita del suo seggio da parte del suo partito in favore del Partito Conservatore Progressista del Canada, gli attirò le critiche del primo ministro Jean Chrétien.
Richardson è deceduto all'ospedale di Peterborough, il 2 giugno 2010.